# Dadapan (Kabat)
Dadapan is een bestuurslaag in het regentschap Banyuwangi van de provincie Oost-Java, Indonesië. Dadapan telt 6083 inwoners (volkstelling 2010).